# Sigeardingi
I Sigeardingi, in tedesco Sieghardinger, furono una delle famiglie più importanti della nobiltà bavarese dalla metà del IX all'inizio del XIII secolo. Il nome della famiglia deriva dal loro Leitname "Sieghard" (anche Sighard o Sigehard, in italiano Sigeardo), tradizione che si perse solo con Sieghard/Sigeardo XI alla fine del XII secolo. 

## Storia
Gli antenati del Sigeardingi/Sieghardinger erano insediati nell'area del Reno-Neckar. Essi, aventi come capostipite Sigeardo I, nell'858/861 conte di Kraichgau, governarono come conti nel Chiemgau per circa due secoli, così come in altre zone; questo includeva le aree di Pinzgau, Pongau, Salzburggau  - lì principalmente in Flachgau  - in Valle Isarco, Valle dell'Inn e Val Pusteria. Nella prima metà dell'XI secolo, i Sigeardingi furono conti di Ebersberg e margravi di Carniola. 
Una linea di diramazione fu quella dei conti di Tengling, dai quali discendevano i conti di Schala, Burghausen, Peilstein, Mörle e Kleeberg, estintosi alla fine del XII secolo. Forse anche i Gorizia derivano dai Sigeardingi. 
Le vaste proprietà che la famiglia acquisito in Carinzia fu lasciata in eredità agli Spanheimer. 
Altri membri della famiglia di nome Sighard/Sigeardo e Federico registrarono documenti per la città sveva di Ellwangen nel 987. Qua si dice che i loro eredi siano stati associati alle alte famiglie nobili sveve nelle generazioni successive, tra cui con una figlia del duca svevo Corrado di Öhningen, poi prima la contea nel Ries, il palatinato svevo, dopo il 1079 anche il ducato svevo e dopo il 1138 il regno tedesco. 
Forse la dinastia imperiale degli Hohenstaufen deriva dalla dinastia dei Sigeardingi/Sieghardinger: questa derivazione è però attualmente ritenuta un'invenzione dello storico Hansmartin Decker-Hauff (per approfondire vedi la pagina di Federico di Büren e la tavola genealogica degli Hohenstaufen). 
Importanti Sigeardingi che occuparono uffici ecclesiastici furono: 
- Federico, arcivescovo di Salisburgo (958–991);
- Pellegrino, vescovo di Passavia (971–991);
- Arduico, vescovo di Bressanone (1022-1039);
- Sigeardo, patriarca di Aquileia (1068-1077) e cancelliere di Enrico IV di Franconia.

## Albero genealogico
Un diverso albero genealogico è presente su Albertoni ed Europäische Stammtafeln. 
Sigihelm († 765) 
- Albrich (765) 
  - Eberardo (773, 774, 776[2], † prima dell'804), operante intorno a Mannheim ∞ Adaltrute (770[3], 771[4], 772[5], 778[6]), operante a Worms-Ibersheim. 
    - Engilger (812);
    - Engiltrude (792-804), operante a Heidelberg-Handschuhsheim ∞ Guarniero I († 814), prefetto della marca orientale di Carlo Magno, citato nell'812[7] a Worms-Rheindürkheim;
    - Sigeardo (776, 812-826), conte in Kraichgau; 
      - Sigeardo (858–861), conte in Kraichgau; 
        - Sigeardo I († 906/907), conte di Sempt-Ebersberg, ∞ Gotini/Kotoni († 906); 
          - Ratoldo I († 919), conte di Ebersberg, margravio di Carinzia; 
            - Discendenti: Conti di Ebersberg.

          - Sigeardo II († 923), conte nell'Alto Salzburggau nel 908; 
            - Nordberto I (958);
            - Ratold († 979), Vogt di Frisinga;
            - Engelberto I (intorno al 958), figlio minore;
            - Sigeardo III († 959), conte in Chiemgau 940; 
              - Federico I († 991), arcivescovo di Salisburgo;
              - Engelberto II († intorno al 1000), figlio minore;
              - Sigeardo IV († 980), conte in Chiemgau, "Sizzo di Melk", conte sul Melk, Mank e Pielach ∞ Willa († 977), figlia del conte Bernardo ∞ Engilrat, nipote dell'arcivescovo Odalberto. 
                - Sigeardo V († 1020), conte in Chiemgau ∞ Zloubrana (1010/1020); 
                  - Federico III († 1023), diacono;
                  - Sigeardo/Sizzo VI (circa 1046), conte a Chiemgau 1010, ∞ 1 si sposò con una donna dal nome sconosciuto ∞ 2 si risposò con Tuta/Giuditta di Ebersberg (1029/1048); 
                    - I Markwart († 1085), conte in Chiem e Isengau ∞ Adelaide di Lechsgemünd († 1112);
                    - I Meginfried, conte;
                    - II Engelberto V (circa 1078, Mellrichstadt), conte in Chiemgau, Domvogt di Salisburgo, ∞ Ermengarda di Rott;
                    - II Sigeardo/Sizo VIII († 1080), conte di Chiemgau.

                - Federico II († 1000); 
                  - Richgard († intorno al 1035) ∞ Eberardo di Eppenstein (intorno al 1039).

                - Nordberto II († intorno al 1010), conte;
                - Pellegrino di Passavia († 991), vescovo di Passavia;
                - Engelberto III († 1020), conte di Chiemgau ∞ Adala († dopo il 1020); 
                  - Arduico († 1039)[8], vescovo di Bressanone;
                  - Meginardo († intorno al 1055), conte in Alta Pusteria;
                  - Sigeardo/Sizo VII (circa 1044), conte di Chiemgau ∞ Bilihild di Andechs; 
                    - Federico di Tengling († 1071) ∞ Matilde di Vohburg; 
                      - Discendenti: Burghausen-Schala e Peilstein

                    - Sigeardo/Syrus († 1077), patriarca di Aquileia;
                    - Friedgund, badessa di Aquileia;
                    - Hildburg, principessa di Moravia.

                  - Engelberto IV († intorno al 1040), conte nelle valli Pusteria, Nori e Lavant, Domvogt di Salisburgo, Vogt di Bressanone ∞ Liutgarda, figlia del conte Werigand dell'Istria-Friuli 
                    - Willipurg († intorno al 1060) ∞ Aribo II († 1102), conte palatino di Baviera;
                    - Riccarda di Lavant († intorno al 1072), ∞ Sigfrido I (Spanheim) († 1065);
                    - Liutgard, ∞ Aribo II († 1102), conte palatino di Baviera
                    - Engelberto VI († 1090), conte in Val Pusteria, Domvogt di Salisburgo; 
                      - Riccarda († 1138), ∞? Gebeardo, conte di Dießen.

                    - Meginhard/Meinhard († intorno al 1090), conte in Val Pusteria (conti di Gorizia); 
                      - Discendenti: forse i Gorizia.